# Nicolae Dobrișan
Nicolae Dobrișan (n. 17 aprilie 1938, Nemoiu, Vâlcea) este un lingvist, filolog, traducător, profesor universitar, membru al Uniunii Scriitorilor din România, membru corespondent al Academiei de Limbă Arabă din Cairo și membru corespondent al Academiei Siriene. Este unul dintre primii arabiști din România, recunoscut pentru traducerile sale, în special pentru traducerea Trilogiei Cairoului a lui Naghib Mahfuz.

## Studii și activitate
Născut în satul Nemoiu din județul Vâlcea, Nicolae Dobrișan s-a înscris în anul 1958 la recent înființata secție de arabă a Facultății de limbi orientale a Universității din București. În anul 1963 a absolvit facultatea, făcând parte din prima generație de arabiști formați sub profesorul Yves Goldenberg (1929-1977). Nicolae Dobrișan urmează cariera didactică universitară, dedicându-se studiului și predării limbii arabe. Devine preparator al secției de arabă (1963-1965), apoi asistent universitar (1965-1977), lector (1977-1991), conferențiar (1991-1997), iar din 1997 profesor universitar. În toată această perioadă a ținut la Universitatea din București cursuri de limbă arabă contemporană, lexicologie, dialectologie, literatură arabă clasică și contemporană și civilizație arabă. S-a pensionat în anul 2008, după 45 de ani de activitate.
Pe lângă îndelungata carieră didactică, profesorul Nicolae Dobrișan a fost și un prolific traducător. Ca recunoaștere a meritelor sale, în anul 1983 a devenit membru al Uniunii Scriitorilor din România, secția traduceri.
În anul 1994, Nicolae Dobrișan a fost membru organizator al Colocviului international de lingvistică arabă, desfășurat la București în perioada 29 august - 2 septembrie. Cu aceasta ocazie a prezentat un studiu ce a fost publicat un an mai târziu, în 1995, în revista UNESCO Arab. 
În anul 1995 a participat la un colocviu în Bahrein cu tema „Limba arabă și sfidările secolului XX”, eveniment organizat de UNESCO Arab, unde a susținut comunicarea „Limba arabă în afara granițelor sale”. 
Din anul 1996, profesorul Dobrișan a devenit membru corespondent al Academiei de Limba Arabă din Cairo. În perioada anilor 1996-2006 participă la toate congresele Academiei și publică studii relevante de lexicologie arabă în revistele universitare de la Cairo.
În anul 1997 a participat la un colocviu dedicat călatorului Ibn Battuta la Tanger, Maroc, cu comunicarea „Ibn Battuta în ținuturile românești din nordul Mării Negre și Dobrogea”. La un an, în 1998, a participat la un alt colocviu în Tetouan dedicat traducerii Coranului unde a citit comunicarea „Experiența traducerii Coranului în limba română”. 
În anul 2002 a participat la Colocviul dedicat studiului limbii arabe din Europa Centrală și de Est, colocviu organizat la București. În același an devine membru corespondent al Academiei Siriene.
Pe data de 19 noiembrie 2018, profesorul și arabistul Nicolae Dobrișan a primit Premiul Opera Omnia pentru activitatea excepțională în traducerea operelor literare din limba arabă, premiu acordat de Filiala București – Traduceri Literare a Uniunii Scriitorilor din România (Fitralit). Distincția a fost acordată cu sprijinul Muzeului Național al Literaturii Române.

## Traduceri și lucrări proprii (selectiv)
- Nicolae Dobrișan, Curs de fonetică și morfologia limbii arabe contemporane, București, Editura Universității București, 1975.
- Nicolae Dobrișan, Antologie de texte din limba arabă contemporană, București, Editura Universității București, 1976.
- Nicolae Dobrișan, Proverbe, maxime și aforisme arabe, București, Editura Albatros, 1976.
- Nicolae Dobrișan, Antologia nuvelei arabe, vol.I-II, București, Editura Minerva, 1980.
- Nicolae Dobrișan; Maria Dobrișan; Doina Dincă, Mic dicționar arab-român, București, Editura Univeristății București, 1981.
- Nicolae Dobrișan, Antologie de poezie arabă. Perioada clasică, București, Editura Minerva, 1982.
- Nicolae Dobrișan, Curs de lexicologie arabă, București, Editura Univeristății București, 1984.
- Naghib Mahfuz, Bayna El-Qasrein, vol.I-II, trad.Nicolae Dobrișan, București, Editura Minerva, 1984.
- Naghib Mahfuz, Qasr Es-Sawq, vol.I-II, trad.Nicolae Dobrișan, București, Editura Minerva, 1987.
- Nicolae Dobrișan, Vocabular român-arab. Arhitectură, construcții civile, drumuri și poduri, București, Editura Universitătii București, 1988.
- Naghib Mahfuz, Es-sukkariyya, vol.I-II, trad.Nicolae Dobrișan, București, Editura Minerva, 1989.
- Basme arabe, vol. I-II, trad.Nicolae Dobrișan, București, Editura Minerva, 1991.
- Nicolae Dobrișan, George Grigore, Ghid de conversație român-arab, București, Editura Teora, 1993.
- Muhammad Husayn Haykal, Viața lui Muhammad, trad.Ahmed Mazhar Nakechbandi; Nicolae Dobrișan, București, Seria Civilizația Islamică – Centrul Cultural Islamic, Cris Book Universal, 1999.
- Nicolae Dobrișan, George Grigore, Dictionar arab-român, București, Editura Teora, 2006.
- Alaa al-Aswani, Blocul Iakubian, trad.Nicolae Dobrișan, Iași; București, Editura Polirom, 2008.
- Nicolae Dobrișan, Limba arabă contemporană, vol.I-II, București, Oscar Print, 2009.
- Alaa al-Aswani, Chicago, trad.Nicolae Dobrișan, Iași; București, Editura Polirom, 2010.
- Naghib Mahfuz, Pălăvrăgeală pe Nil, trad.Nicolae Dobrișan, Iași; București, Editura Polirom, 2010.
- Cele mai frumoase basme arabe, trad.Nicolae Dobrișan, Iași; București, Editura Polirom, 2010.
- Naghib Mahfuz, Teba în război, trad.Nicolae Dobrișan, Iași; București, Editura Polirom, 2011.
- Naghib Mahfuz, Băieții de pe strada noastră, trad.Nicolae Dobrișan, Iași; București, Editura Polirom, 2012.
- Baha Tahir, Oaza de asfințit, trad.Nicolae Dobrișan, Iași; București, Editura Polirom, 2014.
- Alawiya Subh, Se numește pasiune, trad.Nicolae Dobrișan, Iași; București, Editura Polirom, 2015.
- Saud al-Sanousi, Tulpina de bambus, trad.Nicolae Dobrișan, Iași; București, Editura Polirom, 2016.
- Nicolae Dobrișan, Limba arabă contemporană, vol.I-II, ediția a II-a, București, Pro Universitaria, 2017.
- Elias Khouri, Copiii ghetoului. Numele meu este Adam, trad.Nicolae Dobrișan, Iași; București, Editura Polirom, 2018.
- Nicolae Dobrișan, Limba arabă contemporană, vol.I-II, ediția a III-a, București, Pro Universitaria, 2023.
- Naghib Mahfuz,Hoțul și câinii - Cafeneaua Al-Karnak, trad.trad.Nicolae Dobrișan; Costel Dina, Iași; București, Editura Polirom, 2023.